# Liste des villes et villages fleuris de France
 (août 2024).

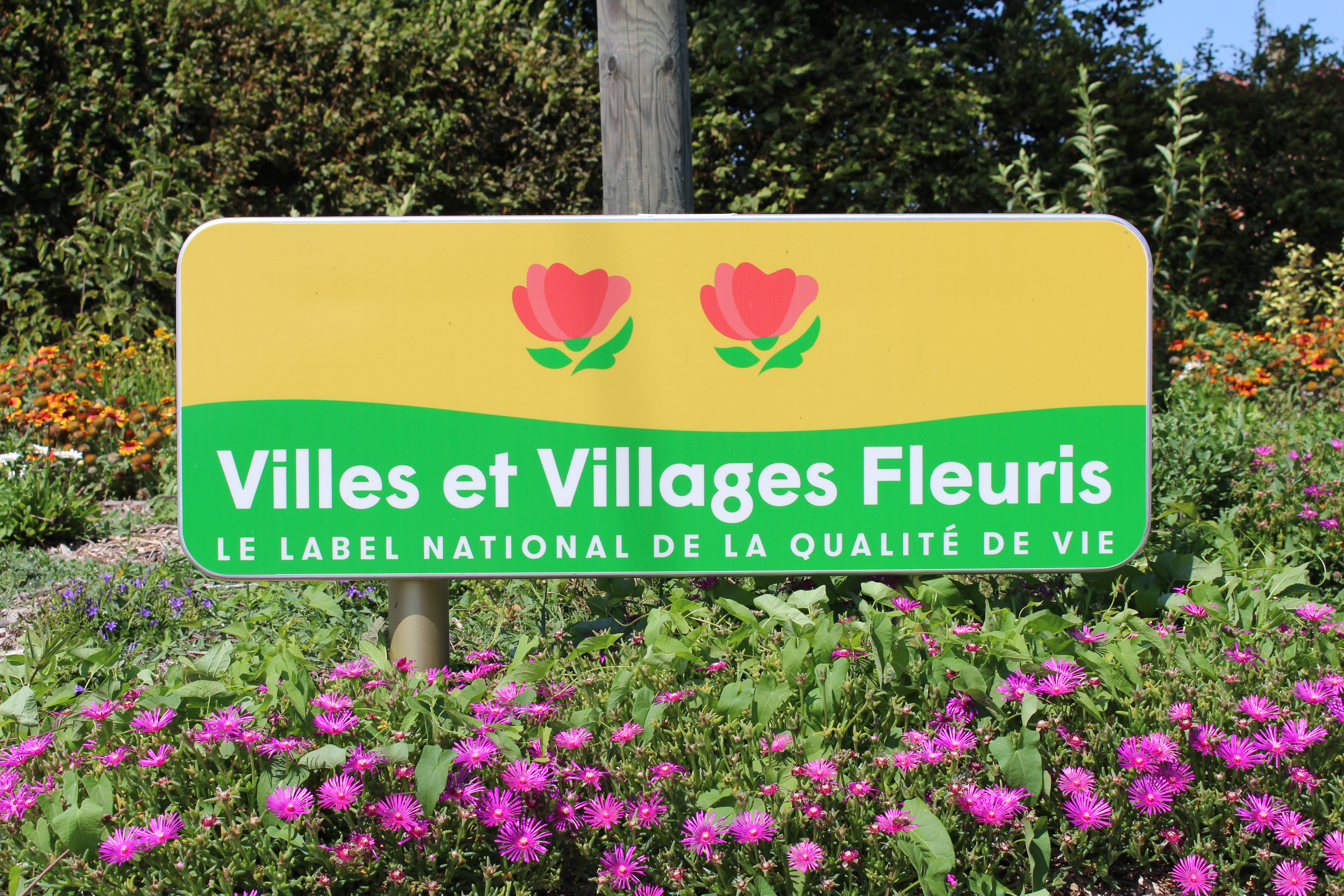
Panneau "Villes et Villages Fleuris".

Voici la liste des communes participant au concours des villes et villages fleuris, qui ont une ou plusieurs fleurs aux résultats obtenus fin 2023.
À la fin de cette même année 2023, 278 communes obtiennent le niveau maximal — c'est-à-dire 4 fleurs — soit le même nombre de communes par rapport aux résultats de 2022.
Avec 960 communes fleuries, et ce malgré une diminution de trente-une d'entre elles au palmarès 2023, la région Grand Est se classe première. Elle est suivie par la région Auvergne-Rhône-Alpes avec ses 472 communes fleuries.
Cependant, si la région Grand Est a le plus de communes labellisées 4 fleurs, à savoir 52 communes, c'est la Bretagne qui se classe deuxième avec 35 communes.

## France métropolitaine
Les hausses et les baisses, pour les régions et les catégories 4 fleurs, correspondent aux précédents résultats (année 2023 par rapport à 2022). Les autres catégories (3, 2 et 1 fleur) n'ont pas d'indications car leurs différents résultats ne reflètent pas obligatoirement une signification positive ou négative.

### Auvergne-Rhône-Alpes

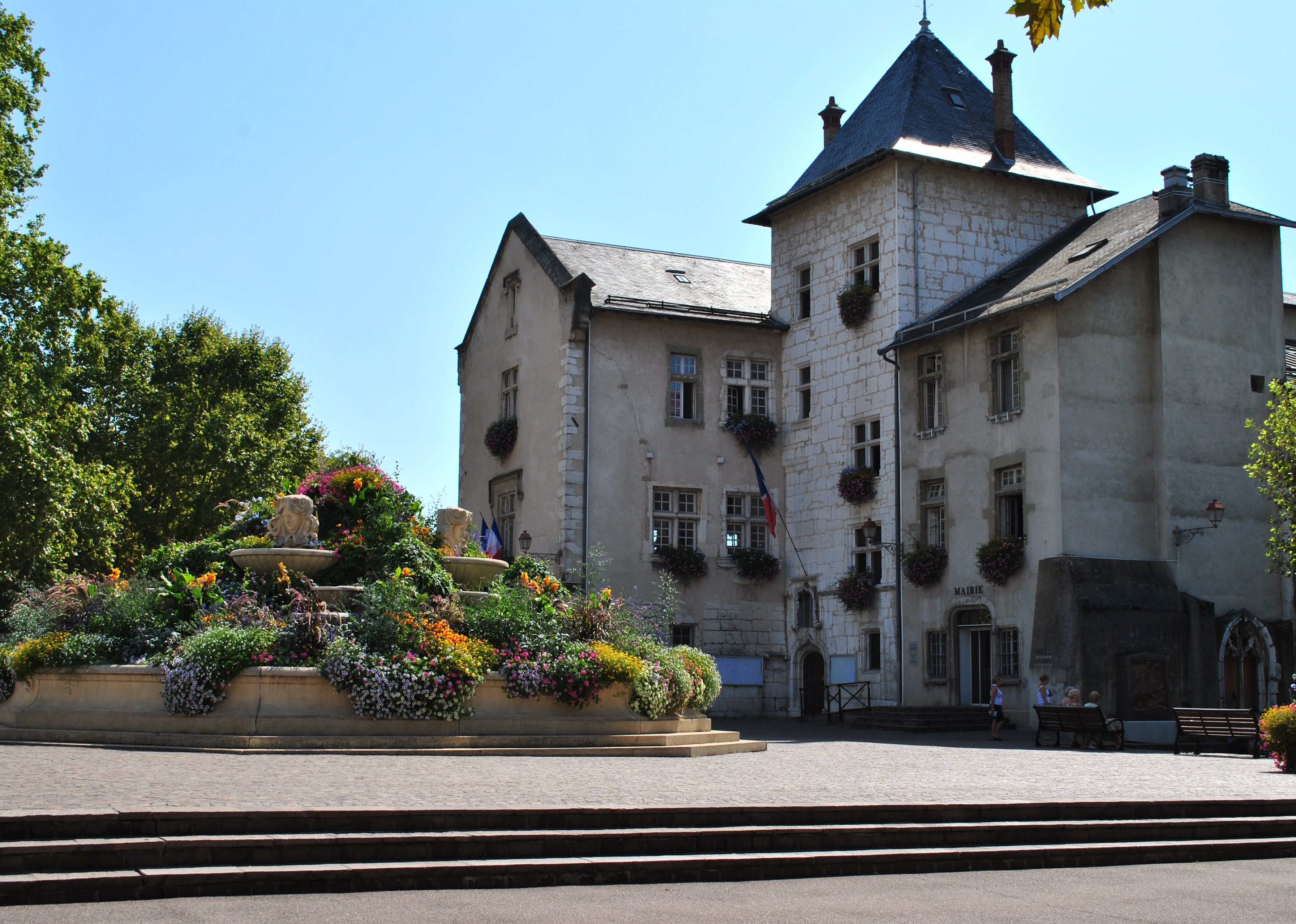
Aix-les-Bains, ville fleurie 4 fleurs (Fleur d'Or 2011 et 2017).

472 communes sont labellisées dans la région Auvergne-Rhône-Alpes. 

#### Répartition globale
Les communes sont réparties comme suit :
- 4 fleurs : 25 communes.
- 3 fleurs : 72 communes.
- 2 fleurs : 170 communes.
- 1 fleur : 205 communes.

Liste des communes disponible ici.

#### Liste des villes et villages fleuris par département
Les listes des villes et villages fleuris sont détaillées pour les départements suivants :
- Ain
- Allier
- Ardèche
- Savoie

### Bourgogne-Franche-Comté

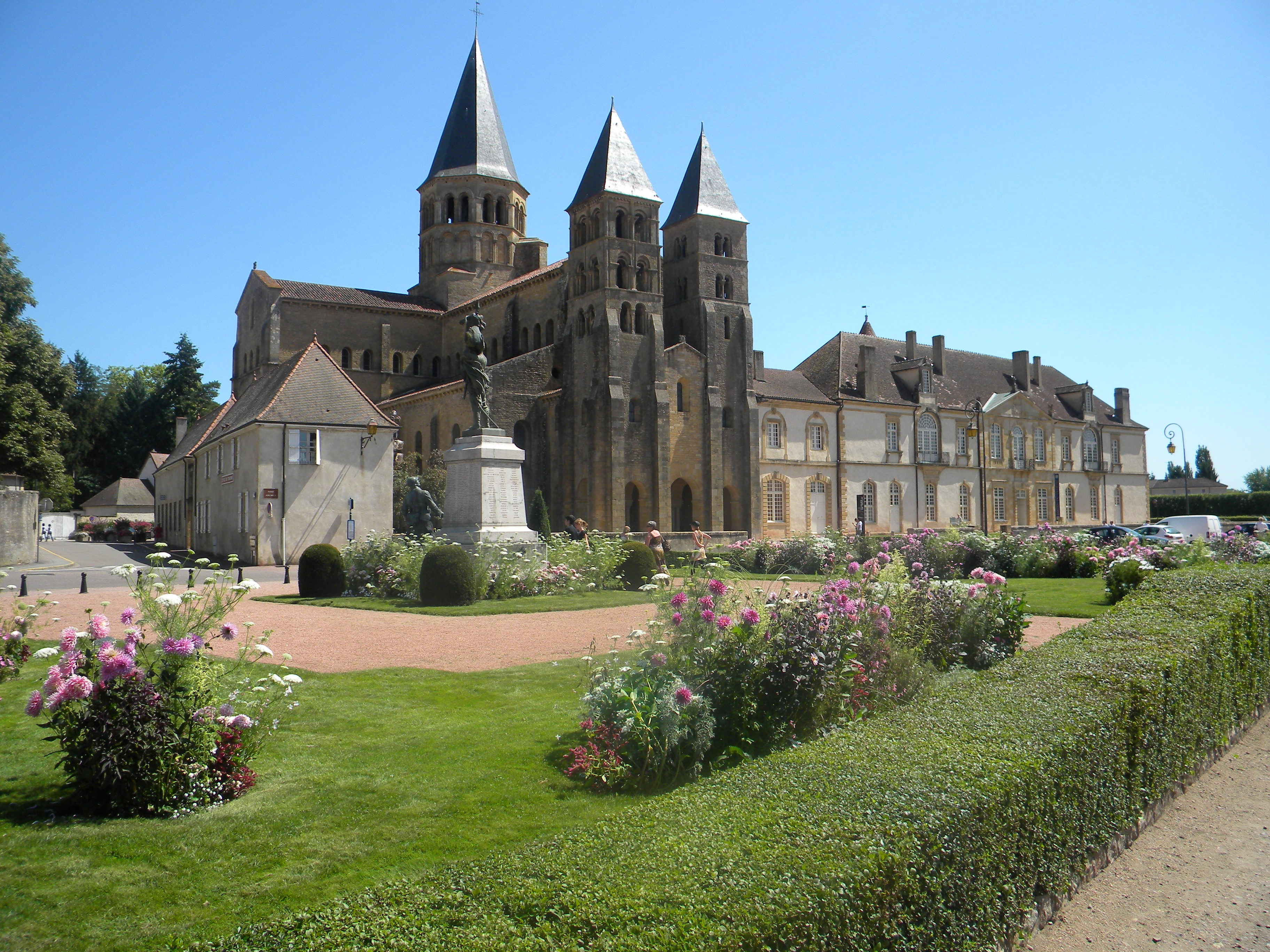
Paray-le-Monial, ville fleurie 4 fleurs.

337 communes sont labellisées dans la région Bourgogne-Franche-Comté. 

#### Répartition globale
Les communes sont réparties comme suit :
- 4 fleurs : 16 communes.
- 3 fleurs : 80 communes.
- 2 fleurs : 114 communes.
- 1 fleur : 127 communes.

Liste des communes disponible ici.

### Bretagne

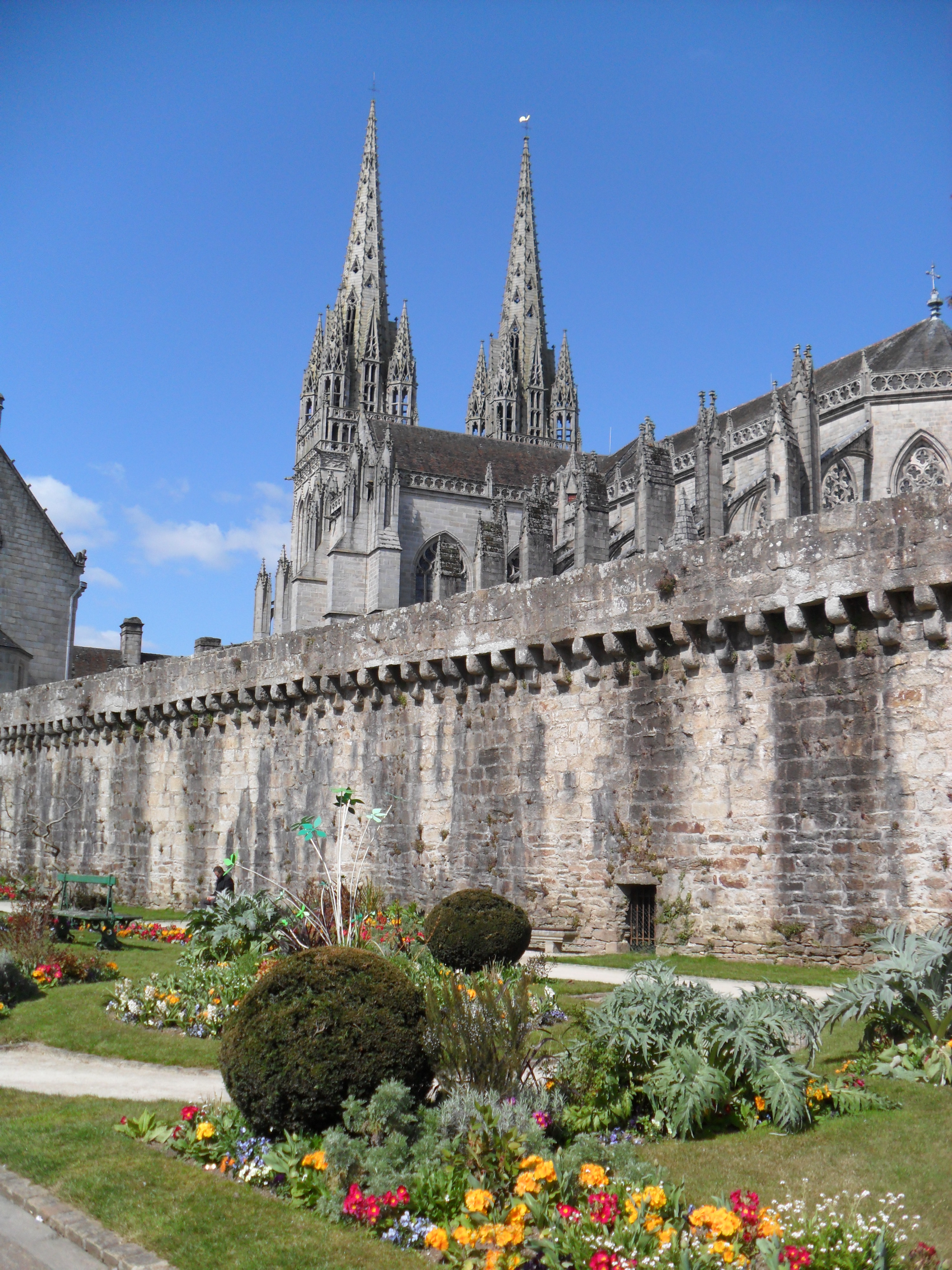
Quimper, ville fleurie 4 fleurs.

242 communes sont labellisées dans la région Bretagne. 

#### Répartition globale
Les communes sont réparties comme suit :
- 4 fleurs : 35 communes.
- 3 fleurs : 84 communes.
- 2 fleurs : 60 communes.
- 1 fleur : 63 communes.

Liste des communes disponible ici.

#### Liste des villes et villages fleuris par département
Les listes des villes et villages fleuris sont détaillées pour les départements suivants :
- Côtes-d'Armor ;
- Finistère ;
- Ille-et-Vilaine ;
- Morbihan.

### Centre-Val de Loire

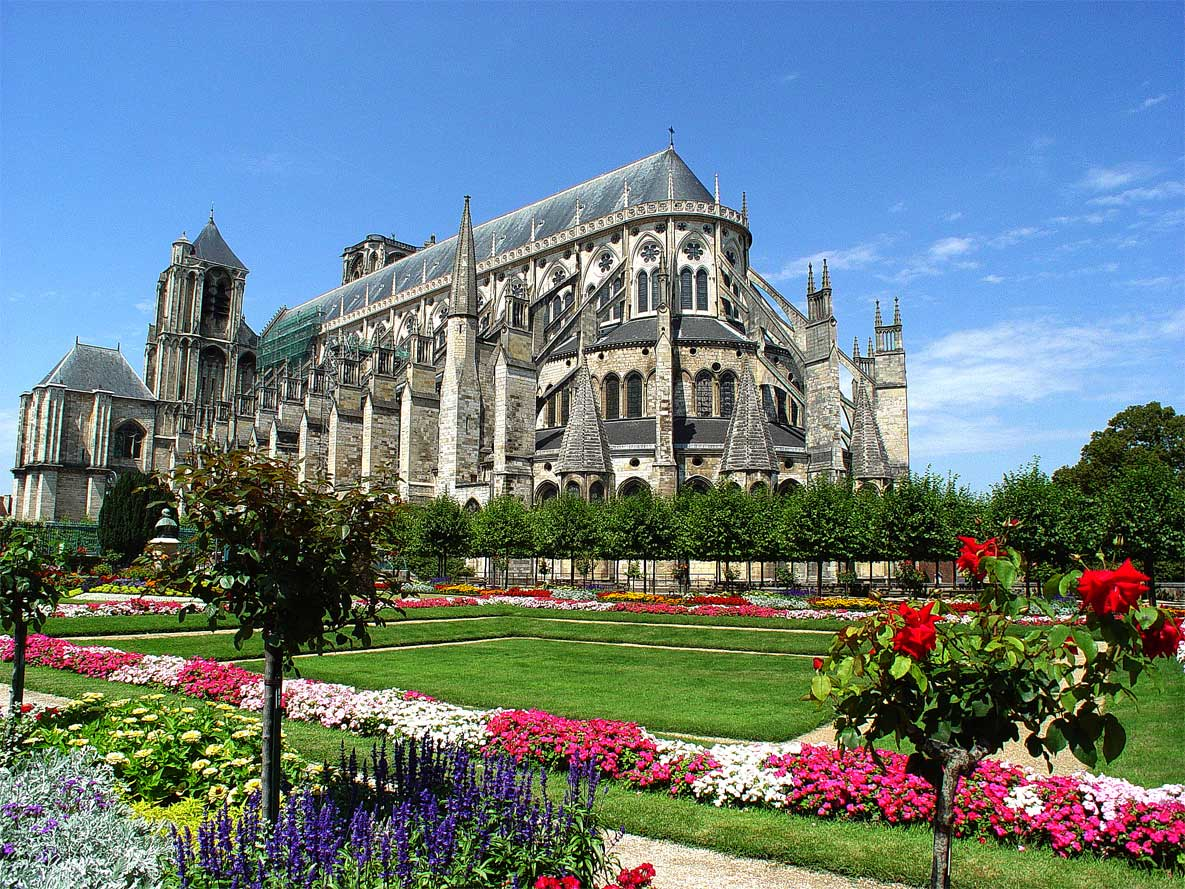
Bourges, ville fleurie 4 fleurs.

318 communes sont labellisées dans la région Centre-Val de Loire. 

#### Répartition globale
Les communes sont réparties comme suit :
- 4 fleurs : 22 communes.
- 3 fleurs : 53 communes.
- 2 fleurs : 110 communes.
- 1 fleur : 133 communes.

Liste des communes disponible ici.

#### Liste des villes et villages fleuris par département
La liste des villes et villages fleuris est détaillée pour le département suivant :
- Loiret.

### Corse

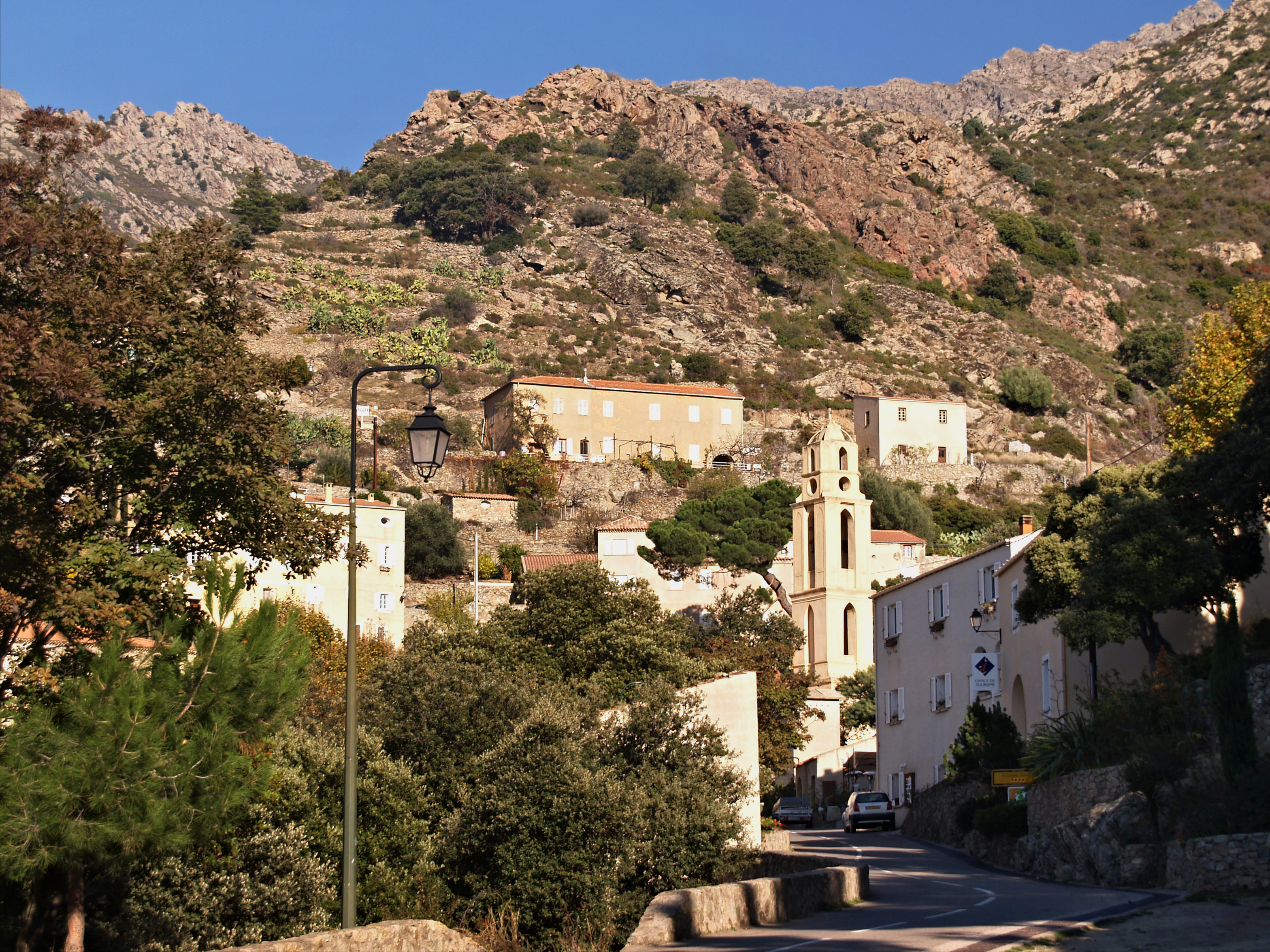
Lama, village fleuri 4 fleurs.

11 communes sont labellisées dans la région Corse. 

#### Répartition globale
Les communes sont réparties comme suit :
- 4 fleurs : 1 commune.
- 3 fleurs : 4 communes.
- 2 fleurs : 4 communes.
- 1 fleur : 2 communes.

Liste des communes disponible ici.

### Grand Est

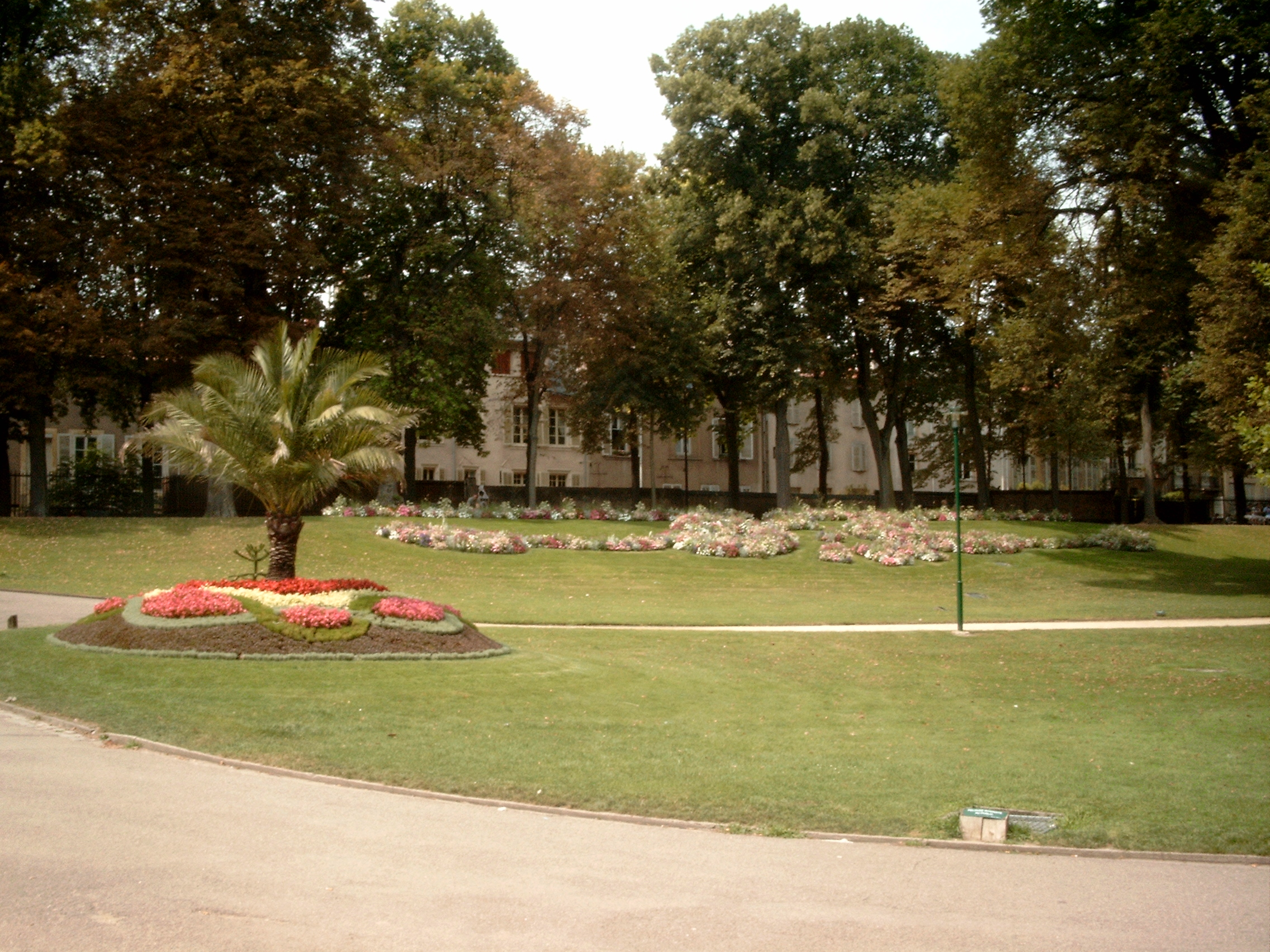
Nancy, ville fleurie 4 fleurs (Fleur d'Or 2010 et 2019).

960 communes sont labellisées dans la région Grand Est. 

#### Répartition globale
Les communes sont réparties comme suit :
- 4 fleurs : 52 communes.
- 3 fleurs : 268 communes.
- 2 fleurs : 368 communes.
- 1 fleur : 272 communes.

Liste des communes disponible ici.

#### Liste des villes et villages fleuris par département
Les listes des villes et villages fleuris sont détaillées pour les départements suivants :
- Bas-Rhin ;
- Haut-Rhin.

### Hauts-de-France

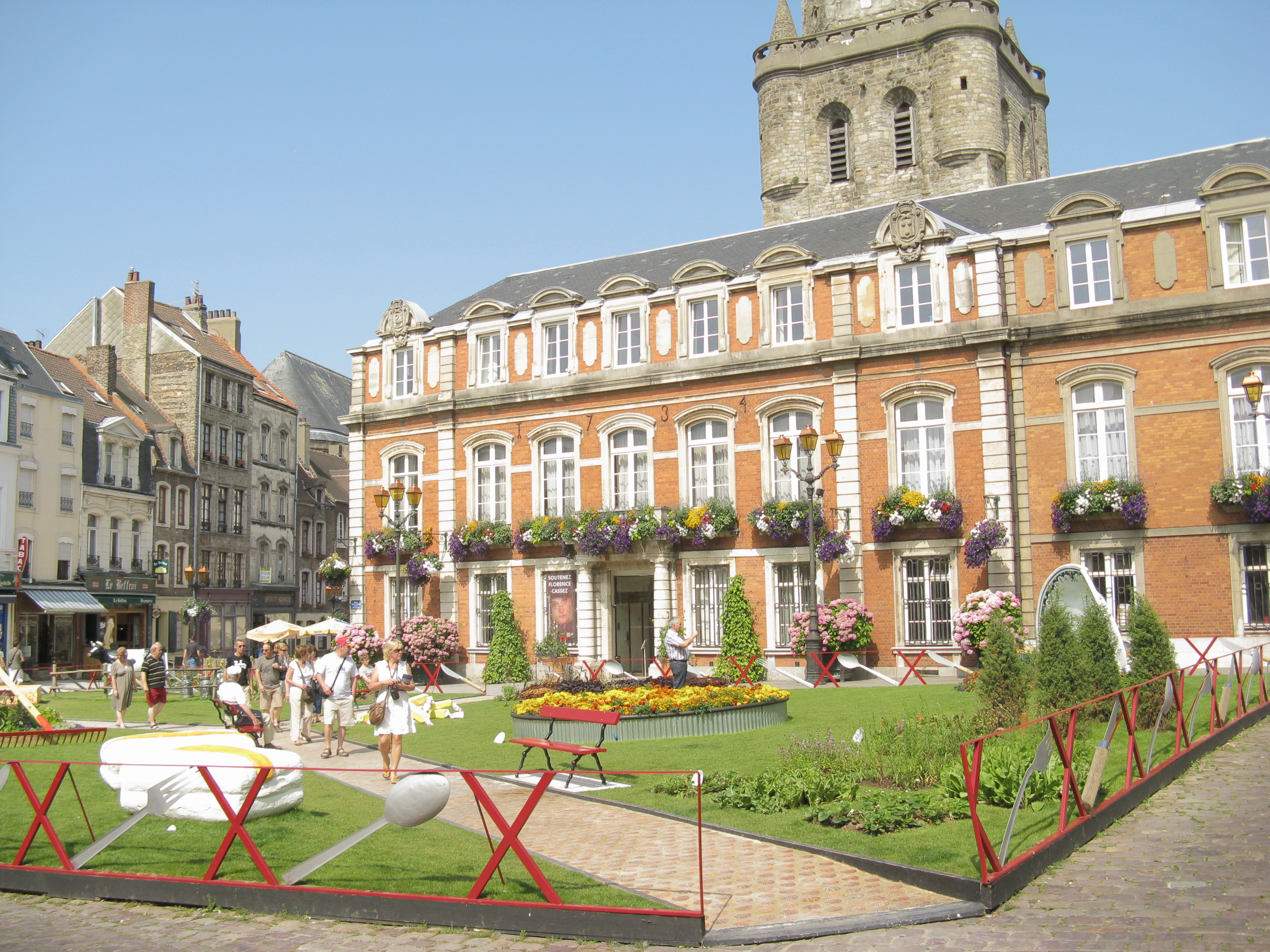
Boulogne-sur-Mer, ville fleurie 4 fleurs (Fleur d'Or 2021).

339 communes sont labellisées dans la région Hauts-de-France. 

#### Répartition globale
Les communes sont réparties comme suit :
- 4 fleurs : 32 communes.
- 3 fleurs : 92 communes.
- 2 fleurs : 105 communes.
- 1 fleur : 110 communes.

Liste des communes disponible ici.

#### Liste des villes et villages fleuris par département
Les listes des villes et villages fleuris sont détaillées pour les départements suivants :
- Aisne ;
- Oise ;
- Somme.

### Île-de-France

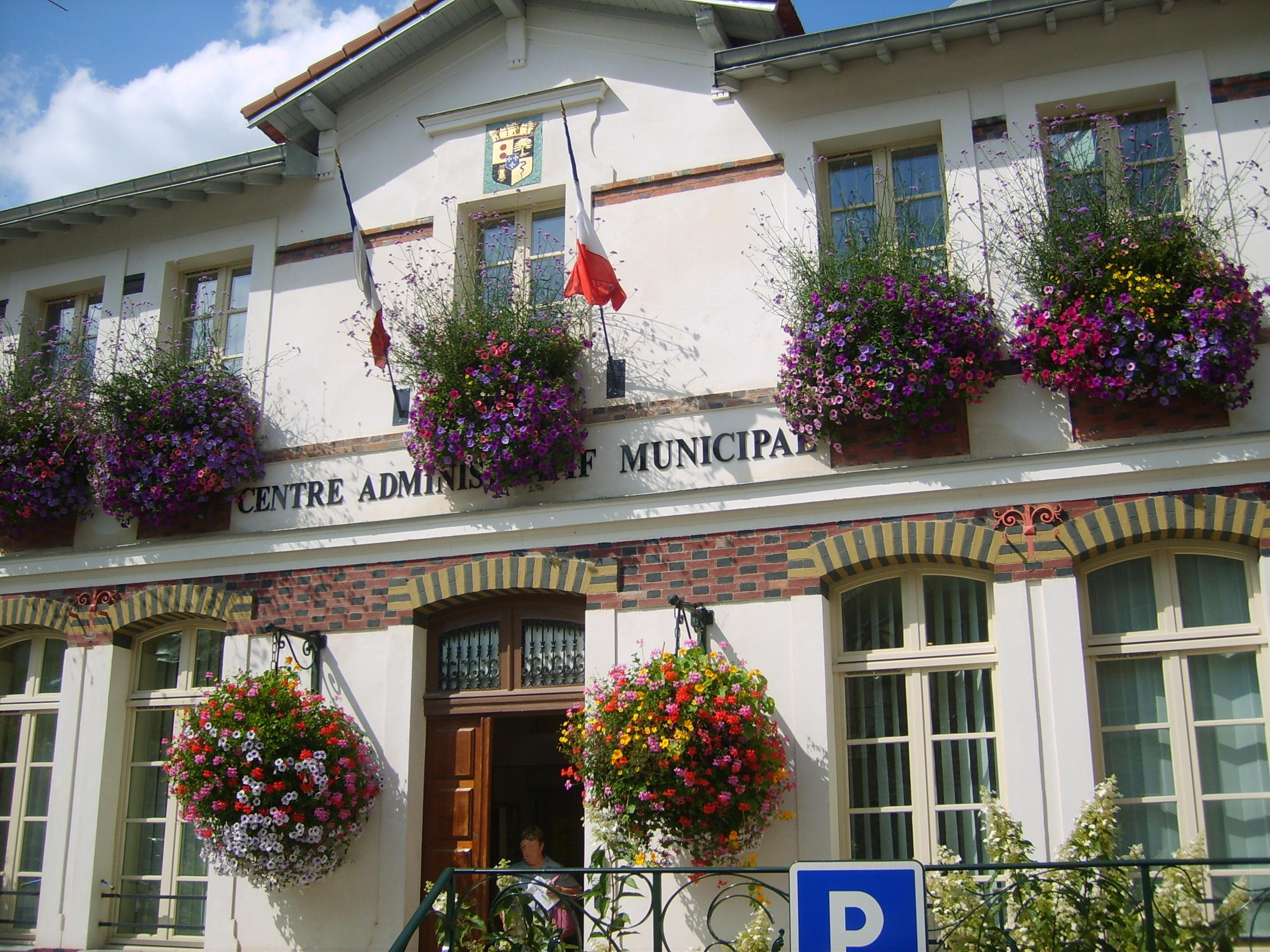
Le Plessis-Robinson, ville fleurie 4 fleurs (Fleur d'Or 2014 et 2021).

335 communes sont labellisées dans la région Île-de-France. 

#### Répartition globale
Les communes sont réparties comme suit :
- 4 fleurs : 22 communes.
- 3 fleurs : 126 communes.
- 2 fleurs : 103 communes.
- 1 fleur : 84 communes.

Liste des communes disponible ici.

### Normandie

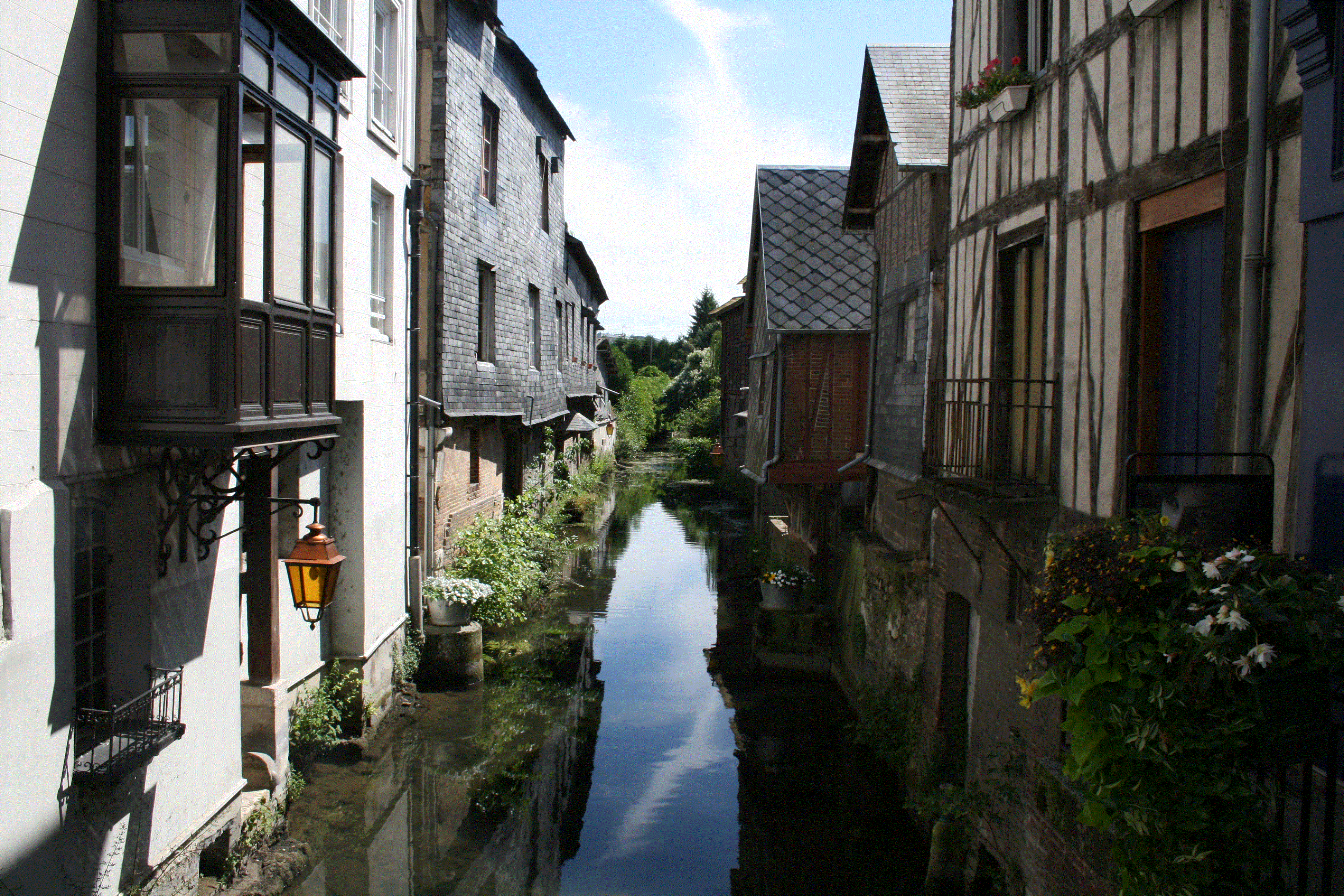
Pont-Audemer, ville fleurie 4 fleurs.

378 communes sont labellisées dans la région Normandie. 

#### Répartition globale
Les communes sont réparties comme suit :
- 4 fleurs : 15 communes.
- 3 fleurs : 116 communes.
- 2 fleurs : 138 communes.
- 1 fleur : 109 communes.

Liste des communes disponible ici.

#### Liste des villes et villages fleuris par département
Les listes des villes et villages fleuris sont détaillées pour les départements suivants :
- Calvados ;
- Eure ;
- Manche ;
- Orne ;
- Seine-Maritime.

### Nouvelle-Aquitaine

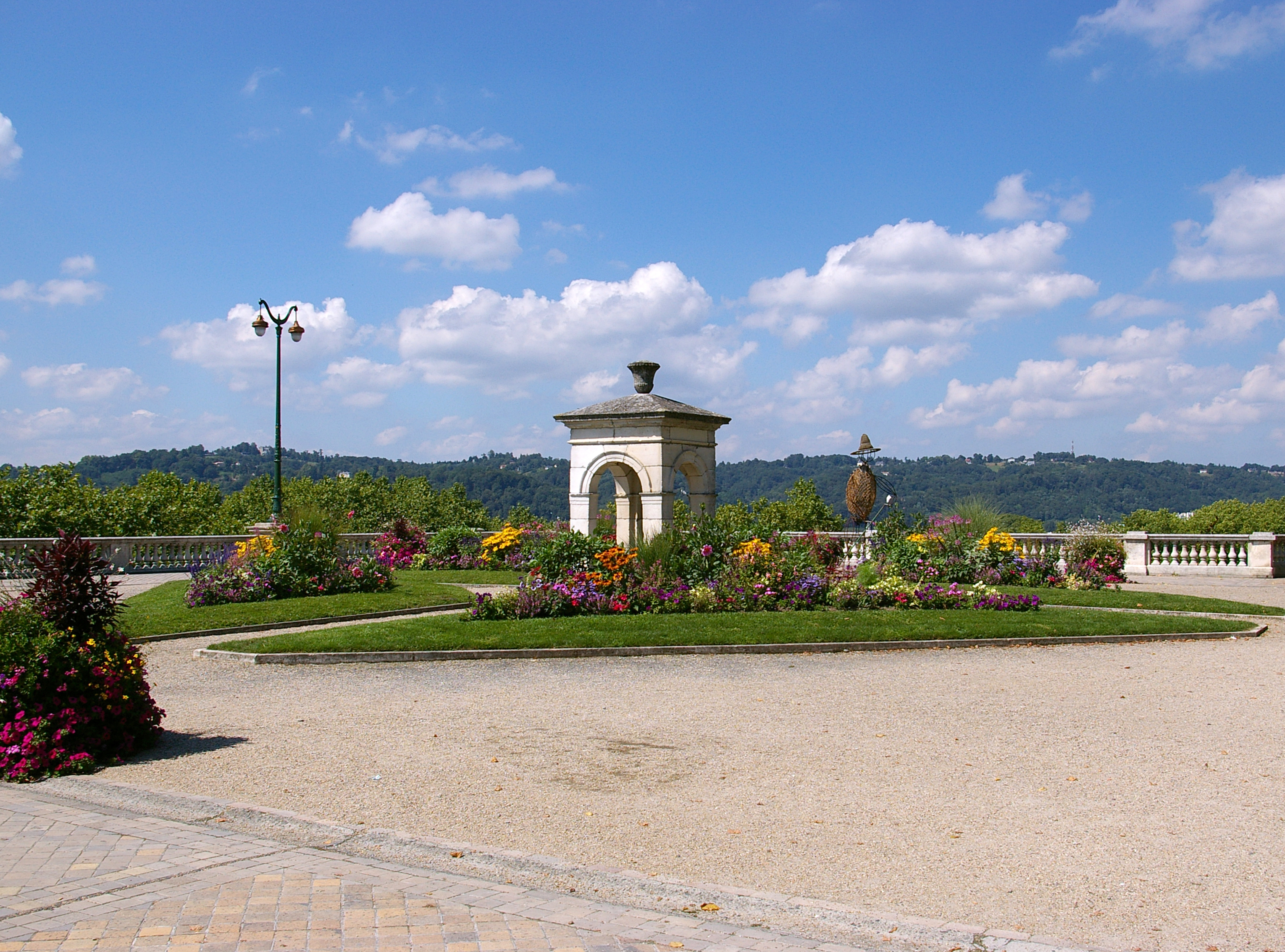
Pau, ville fleurie 4 fleurs.

331 communes sont labellisées dans la région Nouvelle-Aquitaine. 

#### Répartition globale
Les communes sont réparties comme suit :
- 4 fleurs : 12 communes.
- 3 fleurs : 63 communes.
- 2 fleurs : 134 communes.
- 1 fleur : 122 communes.

Liste des communes disponible ici.

#### Liste des villes et villages fleuris par département
Les listes des villes et villages fleuris sont détaillées pour les départements suivants :
- Charente ;
- Charente-Maritime ;
- Corrèze ;
- Creuse ;
- Deux-Sèvres ;
- Dordogne ;
- Gironde ;
- Haute-Vienne ;
- Landes ;
- Lot-et-Garonne ;
- Pyrénées-Atlantiques ;
- Vienne.

### Occitanie

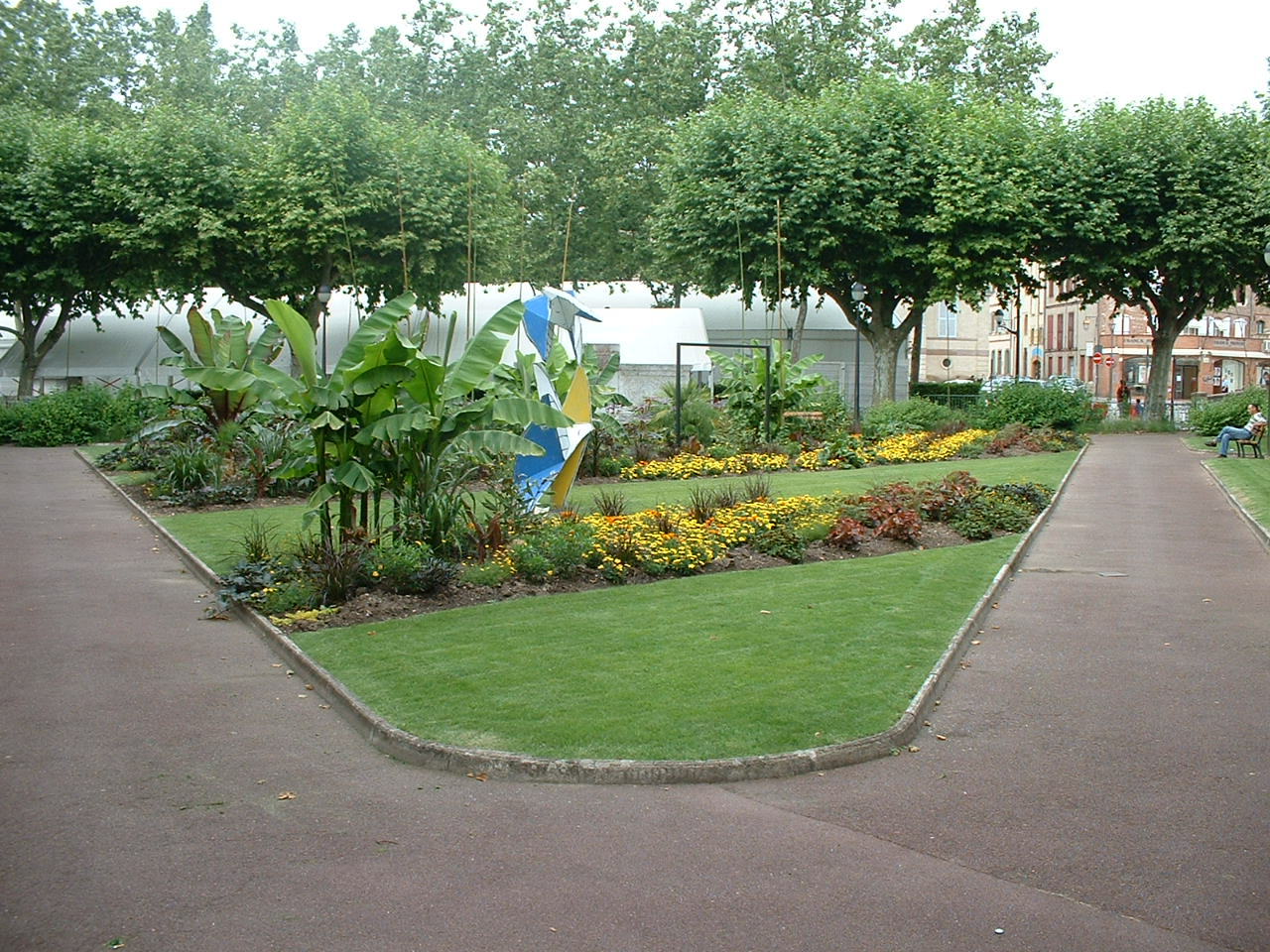
Albi, ville fleurie 4 fleurs (Fleur d'Or 2010).

224 communes sont labellisées dans la région Occitanie. 

#### Répartition globale
Les communes sont réparties comme suit :
- 4 fleurs : 12 communes.
- 3 fleurs : 46 communes.
- 2 fleurs : 92 communes.
- 1 fleur : 74 communes.

Liste des communes disponible ici.

#### Liste des villes et villages fleuris par département
Les listes des villes et villages fleuris sont détaillées pour les départements suivants :
- Gard ;
- Gers.

### Pays de la Loire

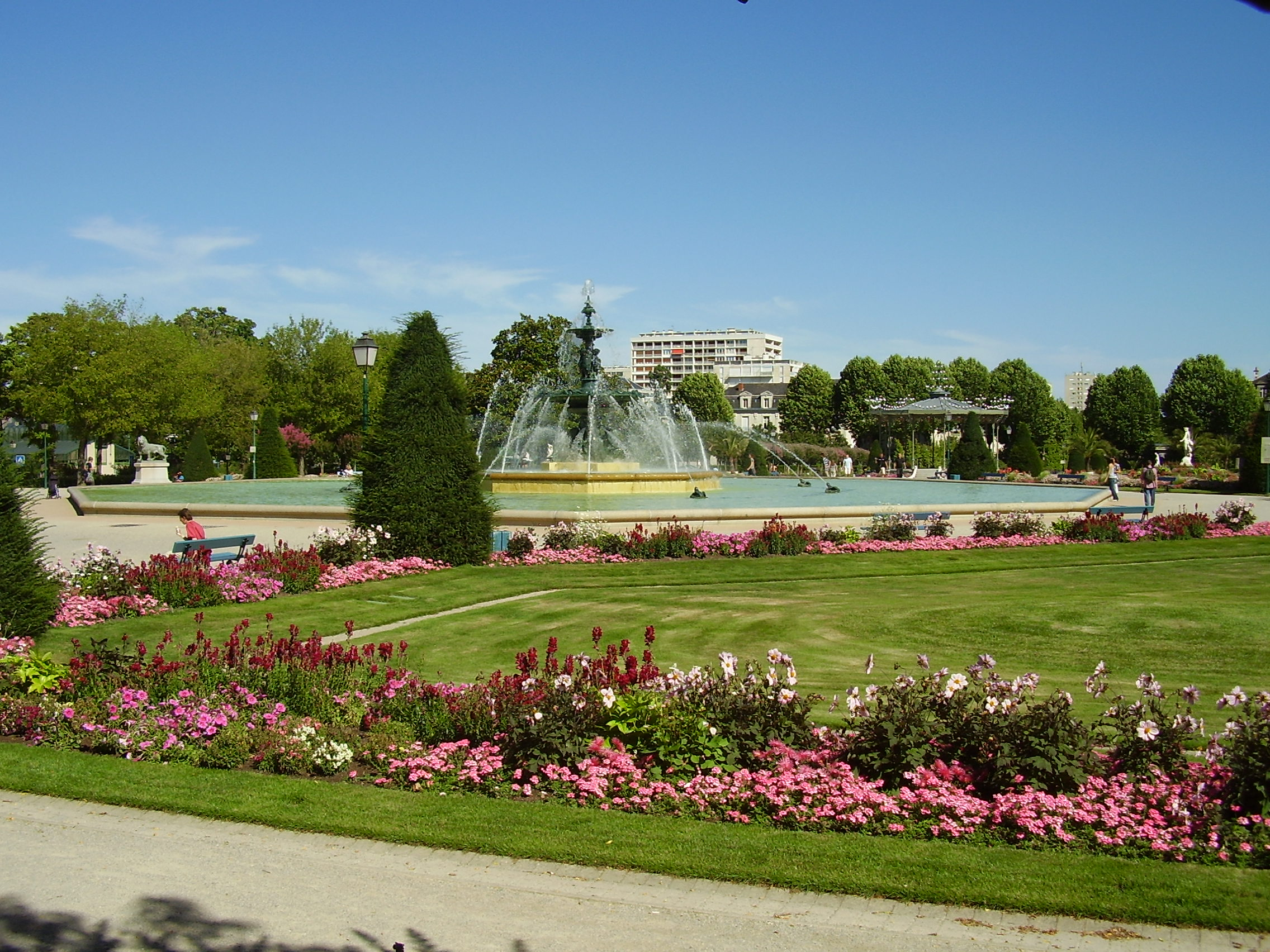
Angers, ville fleurie 4 fleurs (Fleur d'Or 2016).

319 communes sont labellisées dans la région Pays de la Loire. 

#### Répartition globale
Les communes sont réparties comme suit :
- 4 fleurs : 25 communes.
- 3 fleurs : 93 communes.
- 2 fleurs : 102 communes.
- 1 fleur : 99 communes.

Liste des communes disponible ici.

#### Liste des villes et villages fleuris par département
Les listes des villes et villages fleuris sont détaillées pour les départements suivants :
- Loire-Atlantique ;
- Maine-et-Loire ;
- Mayenne ;
- Sarthe ;
- Vendée.

### Provence-Alpes-Côte d'Azur

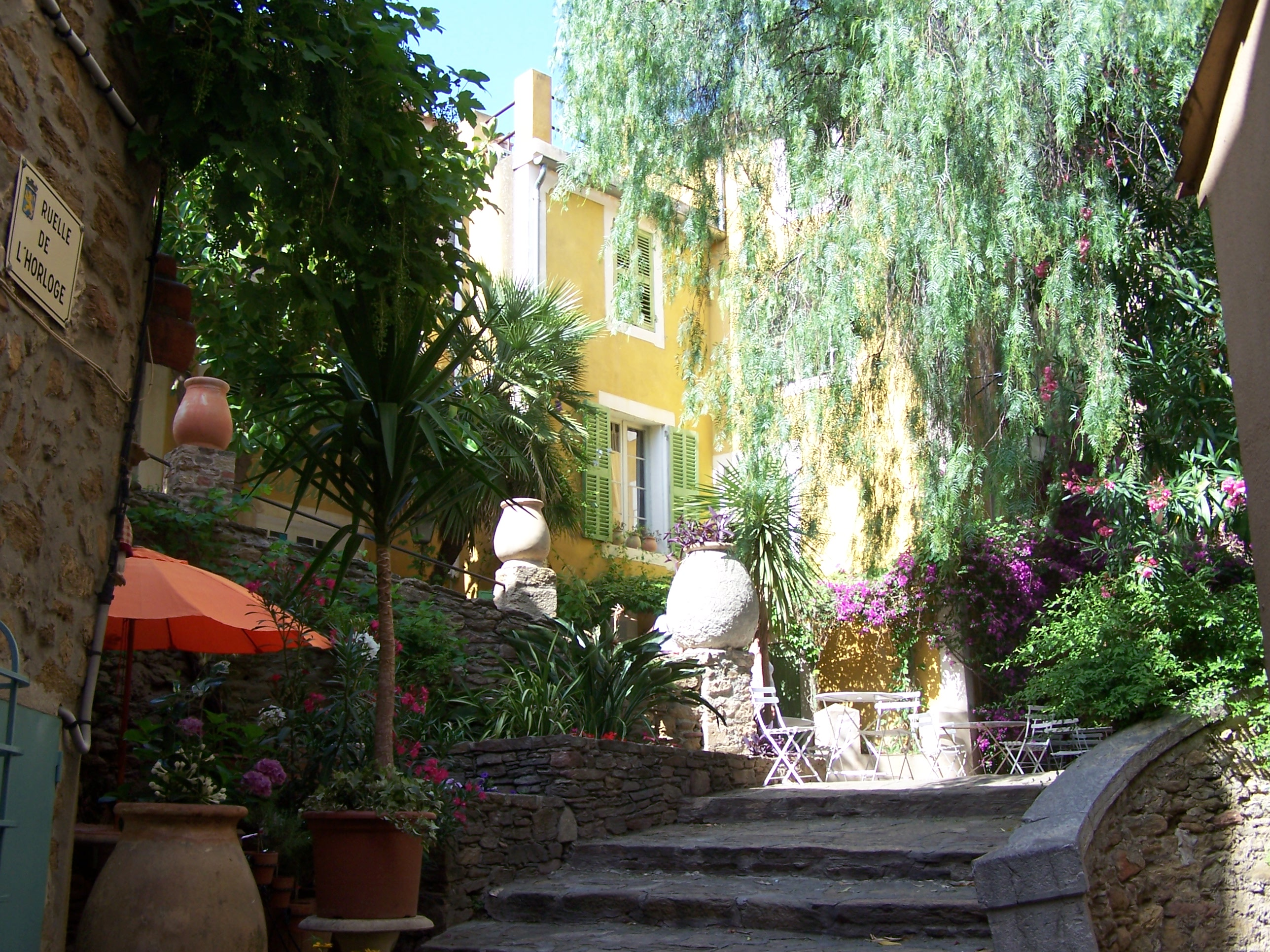
Bormes-les-Mimosas, ville fleurie 4 fleurs (Fleur d'Or 2012).

248 communes sont labellisées dans la région Provence-Alpes-Côte d'Azur. 

#### Répartition globale
Les communes sont réparties comme suit :
- 4 fleurs : 9 communes.
- 3 fleurs : 89 communes.
- 2 fleurs : 94 communes.
- 1 fleur : 56 communes.

Liste des communes disponible ici.

#### Liste des villes et villages fleuris par département
Les listes des villes et villages fleuris sont détaillées pour les départements suivants :
- Alpes-de-Haute-Provence ;
- Hautes-Alpes.

## Régions d'outre-mer
Les hausses et les baisses, pour les régions et les catégories 4 fleurs, correspondent aux précédents résultats (année 2023 par rapport à 2022). Les autres catégories (3, 2 et 1 fleur) n'ont pas d'indications car leurs différents résultats ne reflètent pas obligatoirement une signification positive ou négative.

### Guadeloupe
Aucune commune n'est labellisée en Guadeloupe.

### Guyane

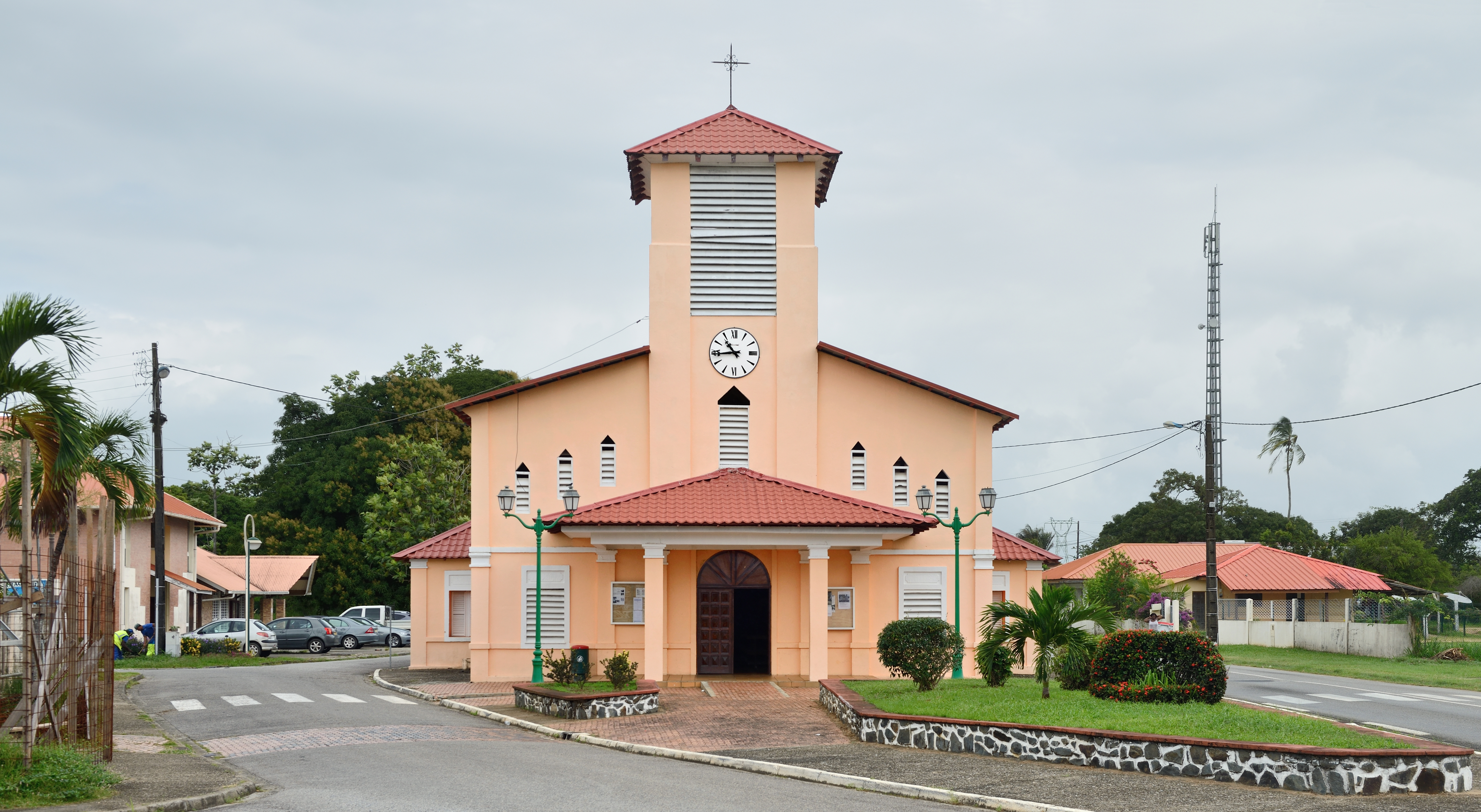
Macouria, ville fleurie 1 fleur.

3 communes sont labellisées dans la région Guyane. 

#### Répartition globale
Les communes sont réparties comme suit :
- 4 fleurs : aucune commune.
- 3 fleurs : aucune commune.
- 2 fleurs : aucune commune.
- 1 fleur : 3 communes.

Liste des communes disponible ici.

### La Réunion
Aucune commune n'est labellisée à La Réunion.

### Martinique

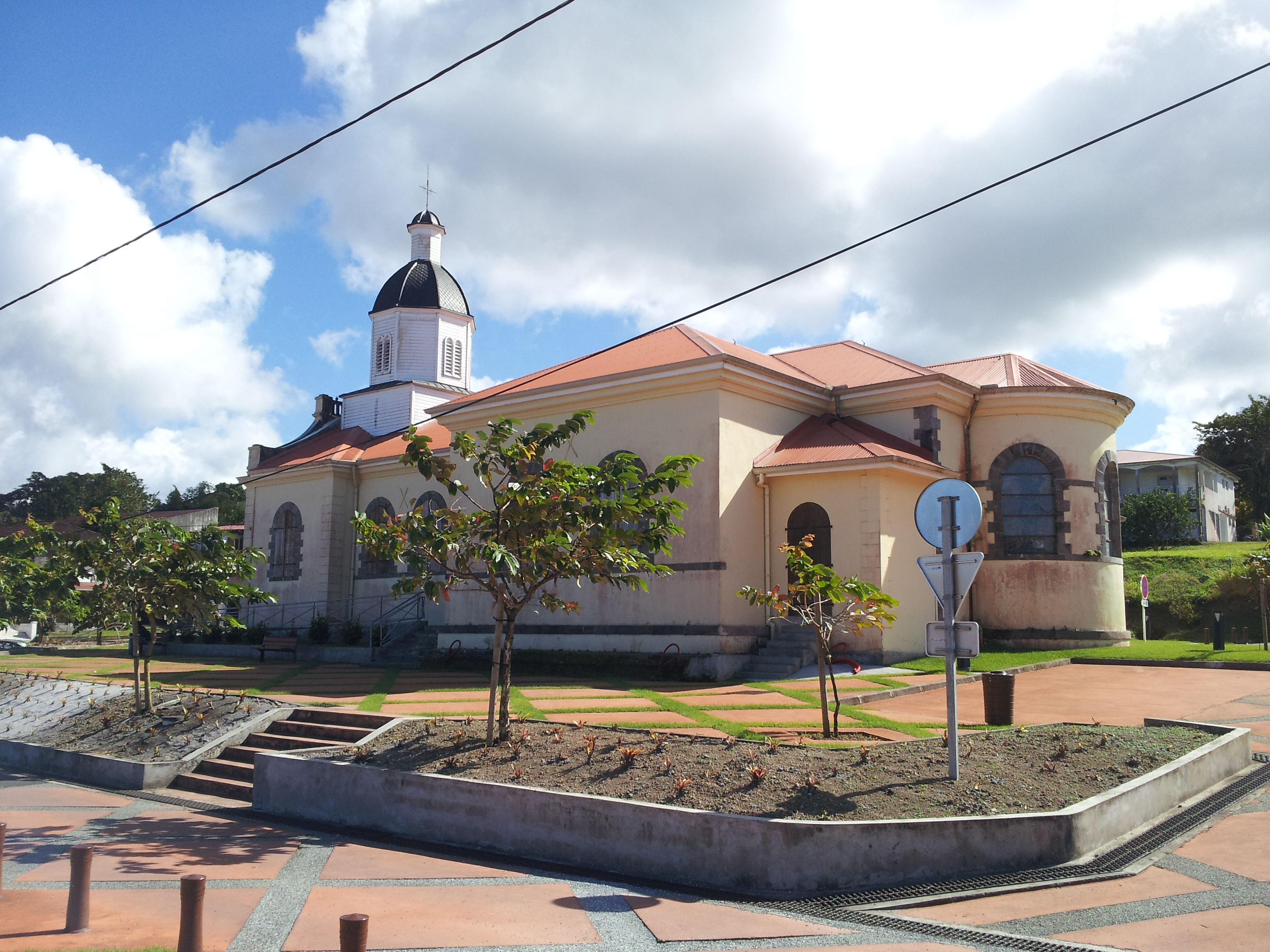
L'Ajoupa-Bouillon, ville fleurie 3 fleurs.

13 communes sont labellisées dans la région Martinique. 

#### Répartition globale
Les communes sont réparties comme suit :
- 4 fleurs : aucune commune.
- 3 fleurs : 3 communes.
- 2 fleurs : 2 communes.
- 1 fleur : 8 communes.

Liste des communes disponible ici.

### Mayotte
Aucune donnée pour Mayotte.